# Svarstad
Svarstad is een plaats in de Noorse gemeente Larvik, provincie Vestfold. Svarstad telt 553 inwoners (2007) en heeft een oppervlakte van 0,68 km².